# أولريكا ميلين
أولريكا ميلين (بالسويدية: Ulrika Melin)‏ (1767 – 1834) فنانة نسيجية سويدية وعضوة في الأكاديمية الملكية السويدية للفنون .
هي ابنة لارس ميلين وأخت اللواء هنريك جورج ميلين. تزوجت من حاكم قلعة فاستيراس، بيتر ثور غيرهارد دروففا في عام 1788. كانت ميلين فنانة نسيج تتمتع «بقدرة غير عادية على خياطة أشكال الأراضي». في عام 1784 ، تم نشر أعمالها في الأكاديمية الملكية السويدية للفنون لعملها في الستين الأبيض المستوحى من أعمال كلود لورين .